# 九一式手榴彈
91式手榴彈（きゅういちしきてりゅうだん）是日本帝國陸軍十式破片手榴彈/槍榴彈的改良版。雖然它作為手榴彈的功能在第二次世界大戰爆發時即被九七式取代，在第二次中日戰爭的一些單位、後備部隊，以及日本海軍海軍特別陸戰隊仍有使用。

## 背景與發展
日本陸軍在察覺手榴彈屬於近戰武器後，開始為步兵的近距離打鬥進行手榴彈的改良。最早造出的手擲式破片榴彈為十式。在十式手榴彈配給前線部隊不久後，發現了一系列的問題。手擲時引信裝置的不穩定與不精確導致十式手榴彈對投擲者而言，幾乎與對被投擲者而言幾乎同樣危險。此外，十式手榴彈被視為過小並欠缺殺傷力。在1931年日本陸軍技術局開發了一個意圖解決這些問題的改良版。在仔細研究手榴彈與迫擊砲在戰場上的使用後，日本陸軍開發了一個包含手榴彈、槍榴彈，以及榴彈/輕型迫擊砲彈的統一系統以適應各種例如都市、壕溝，以及叢林等等的近距離戰鬥環境。
日本陸軍配合此概念，在1932年時已採用一系列擁有極高適應性的破片手榴彈。九一型破片手榴彈可以手擲、藉由步槍發射，或用於類似迫擊砲的八九式擲彈筒。

## 設計
九一式手榴彈的設計幾乎與較早期的十式手榴彈一模一樣。主要差異在於九一式手榴彈採用半球頂，而十式採用有刻紋的頂。與十式相同的是，彈身底部有一個螺旋栓孔可接上透過榴彈發射器發射時需要的備用推進劑罐，或作為槍榴彈使用時透過龍頭醒須要的尾翼， 透過龍頭型發射器射出。引信屬於撞擊觸發型，是以拔除安全插梢並敲擊榴彈蓋頂端觸發。此榴彈在爆炸擁有7~8秒長的時間延遲前。這特色被併入九一式使其可作為槍榴彈或作為八九式擲彈筒的彈藥，因為較長的引信提供了較長的飛行時間，可攻擊較遠的目標。當它接上尾翼作為槍榴彈，或接上包含擊發點及推進劑的基部作為迫擊砲彈時，引信會自動啟動，因為擊針會由於發射的力道頂壓一個弱的彈簧，壓入內部。此外，九一式手榴彈可在移除安全插梢並放在地板或椅子底下後作為詭雷。
雖然如此，九一式以及日軍其他的手榴彈在引信、彈身，及內充炸藥的製造與生產等方面仍有缺陷，導致它不一致的爆炸效果、不一致的引信時間延遲，以及彈身不完全或不一致的碎裂。戰爭時這些生產問題未獲解決。

## 衍生型
由於九一式為手擲式榴彈，它長達7至8秒長的時間延遲被證實為過長，使敵軍可將它撿起並扔回。為了解決這問題，日軍改採用了九七式破片手榴彈。除了擁有僅4秒長的引信外，九七式手榴彈無法安裝當作槍榴彈發射時需要的尾翼，也無法安裝透過擲彈筒發射時需要的推進劑機部。這些改變可防止士兵意外的以這些方法使用此榴彈，也簡化了生產過程。即使在有較短引信的九七式進入生產並送往前線使用之後，日軍仍繼續把較舊式的九一型手榴彈作為步槍與擲彈筒以外方式的手擲武器使用。有許多九一式手榴彈透過將引信的時間延遲縮短為4~5秒、將底部鑽除、在彈身上焊上突起，使它無法裝入十年式或八九式擲彈筒，並且將底部漆成白色等方式被改造。改造後的九一式手榴彈在外觀上除了白色的底部不同外，幾乎與九七式相同。

## 缺陷
91式手榴弹在20世纪30年代是一种比较先进的手榴弹，可以满足多种用途的需要，因此日军对其钟爱有加。但同时该弹也存在不少缺点，主要表现在全弹体积和质量都偏大，结构复杂，生产工艺繁琐，特别是用掷弹简发射时需要尽量密封火药燃气，因此弹体上下各有一个起到闭气作用的定心环，其直径尺寸要求比较严格，需要单独精加工，少数定心环上还加工有与89式掷弹筒膛线相配合的突起，耗费工时较多，另外发射药筒的加工也比较复杂。
此外，10年式引信的设计未能兼顾91式“三用”手榴弹多用途需要，仍是按手榴弹使用要求设计成延时引信，考虑到安全性，故延时较长。据1936年(昭和11年)日军一份研究报告表明，步兵在用手榴弹攻击30m外的目标时，合适的出手时间是磕燃引信后再等3-4秒。这一缺点在手投时可以通过使用者的经验来克服，但用掷弹筒发射或枪发时，效果明显不如瞬发引信。
还有一点，二战前期和中期，日军绝大多数弹药的引信都使用黄铜制造，对于日本这样一个战略资源相当紧缺的国家来说也是很大的一个缺点，同时也不利于减轻弹药的质量，在战争后期铜材匮乏的情况下，日本才尝试利用钢来代替铜制造引信零部件，但为时已晚。

## 戰鬥紀錄
經改造的九一式手榴彈被當作標準手榴彈配給第二次中日戰爭及第二次世界大戰各場戰役中作戰的日本步兵。

## 外部連結
- 日軍第二次世界大戰彈藥（页面存档备份，存于）
- Taki的日本帝國陸軍頁面（页面存档备份，存于）
- 美軍技術手冊 E 30-480（页面存档备份，存于）

## 註明
1. ↑   （页面存档备份，存于） Taki的日本帝國陸軍頁面
2. 1 2  George, John B. (LTC), Shots Fired In Anger, NRA Press (1981), ISBN 093599842X, p. 343
3. ↑  George, John B. (LTC), Shots Fired In Anger, NRA Press (1981), ISBN 093599842X, p. 350
4. ↑  .   [2010-08-08]. （原始内容存档于2010-11-03）.
5. ↑  .   [2010-08-08]. （原始内容存档于2010-07-27）.
6. ↑  .   [2010-08-08]. （原始内容存档于2010-07-27）.
7. ↑  Rottman, Japanese Infantryman 1937-1945